# Pogonomelomys
Pogonomelomys é um género de roedor da família Muridae.

## Espécies
- Pogonomelomys bruijni (Peters & Doria, 1876)
- Pogonomelomys mayeri (Rothschild & Dollman, 1932)